# Škrbec
Škrbec je priimek več znanih Slovencev:
- Andrej Škrbec (1900—1974), organizator in kulturni delavec med izseljenci v Argentini
- Andreja Škrbec (*1978), violinistka
- David Škrbec (*1997), nogometaš
- Francka Ličen (r. Škrbec) (1893—1956), ljudska pesnica
- Marjeta Škrbec (r. Žakelj) (1947—1982), dr. česa?
- Jure Škrbec (*1981), kriminolog (dr.), preganjalec korupcije
- Stanko Škrbec (1907—?), partizan, Kočevski odposlanec